# Abtei Le Lys
Die ehemalige königliche Abtei Notre-Dame du Lys (Abbaye royale Notre-Dame du Lys), heute eine Ruine, war ein 1244 von Ludwig IX. und Blanka von Kastilien gestiftetes Nonnenkloster des Zisterzienserordens. Sie stand in der Gemeinde Dammarie-les-Lys vier Kilometer von Melun entfernt.
Während der Revolution wurde sie zum Plündern freigegeben und als Rindergehege genutzt, schließlich 1797 als romantische Ruine an einen Schweizer verkauft. 1930 wurde die Ruine als Monument historique klassifiziert.

## Gründer
In der Gründungsurkunde von Juni 1248 erklärt Ludwig IX., die Abtei aus eigenen Mitteln gestiftet und gebaut zu haben, ohne seine Mutter Blanka von Kastilien zu erwähnen. Einen Monat später, im Juli 1248 konzediert Ludwig der Abtei die Nutzunge des Waldes von Bière, und erwähnt hier seine Mutter als Mitgründerin. Die Dokumente seiner Nachfolge sind ebenfalls wenig erhellend, da Philipp IV. und Philipp V. Ludwig als Gründer angeben, während Philipp VI. auf Blanka von Kastilien verweist.
Jean de Joinville macht in seinem Vie de saint Louis eine interessante Unterscheidung: „Et otroia [Ludwig IX.] à sa mère à fonder l'abbaïe dou liz de lez Melun sur Seinne a celle de lez Pontoise que l'on nomme Malbisson et puis leur donna grans rentes et possessions“. Danach hatte die Abtei tatsächlich zwei Gründer, Ludwig als derjenige, der die Mittel bereitstellte, und Blanka als diejenige, auf die die Idee der Gründung zurückgeht. Prosaischer ist die Erklärung, dass Blanka von Kastilien in ihrer Zeit als Regentin im Namen des Königs handelte, ohne jemals persönlich in Erscheinung zu treten.

## Gründungsjahr
Die Gründungsurkunde nennt Juni 1248, während Beweise vorliegen, dass bereits im Mai 1244 der zukünftige Standort ausgewählt wurde. Das Kopialbuch der Abtei enthält eine Aussage zu einem zu diesem Zeitpunkt erfolgten Grundstücksverkauf durch Guillaume de Sivry, Vasall von Persoys de Vaux le Vicomte an die Abtei von Dammarie. Diese Abtei konnte seinerzeit noch nicht existieren, da erst im Juni 1244 von Guérin Lysenet das Stück Land abgetreten wurden, auf dem das Kloster gebaut werden sollte. Folglich ist 1244 das Jahr des Baubeginns, 1248 das Jahr, in dem das neue Frauenkloster seinen Betrieb aufnahm.

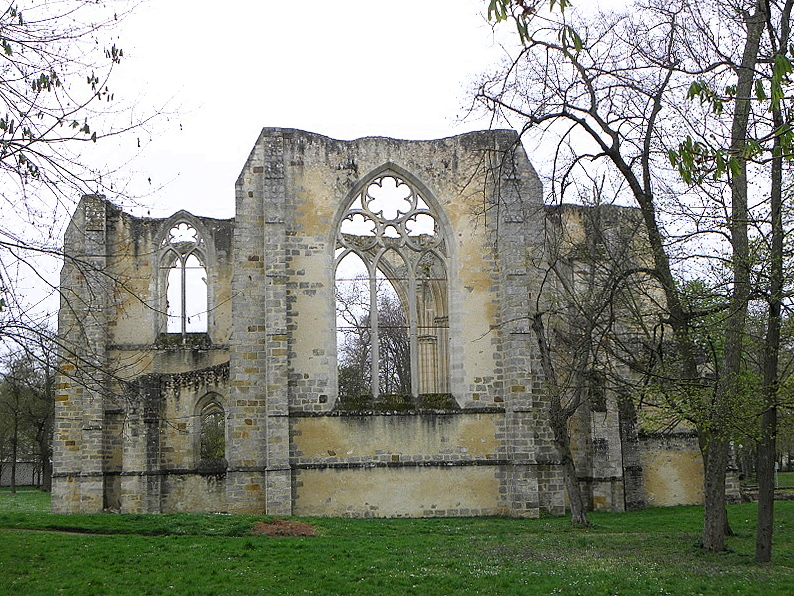
Apsis der Klosterkirche
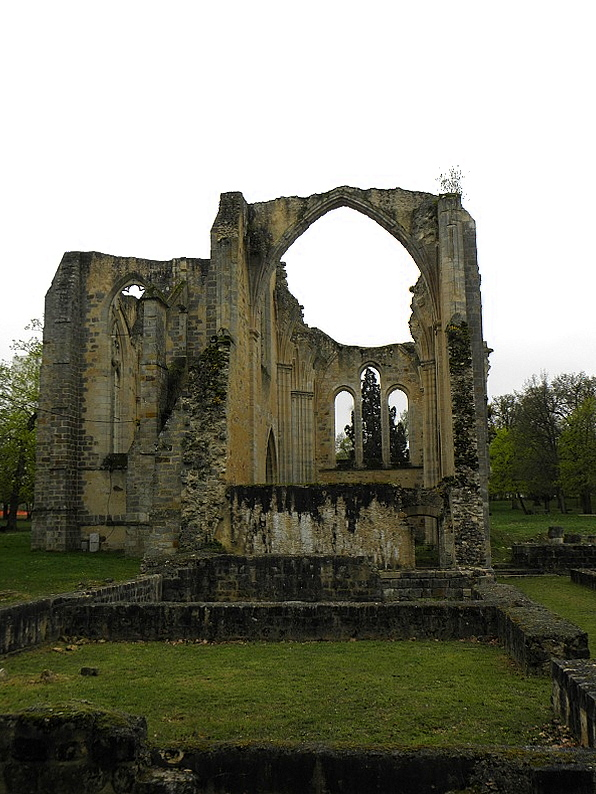
Nördliches Querschiff und Ruinen der Konventsgebäude
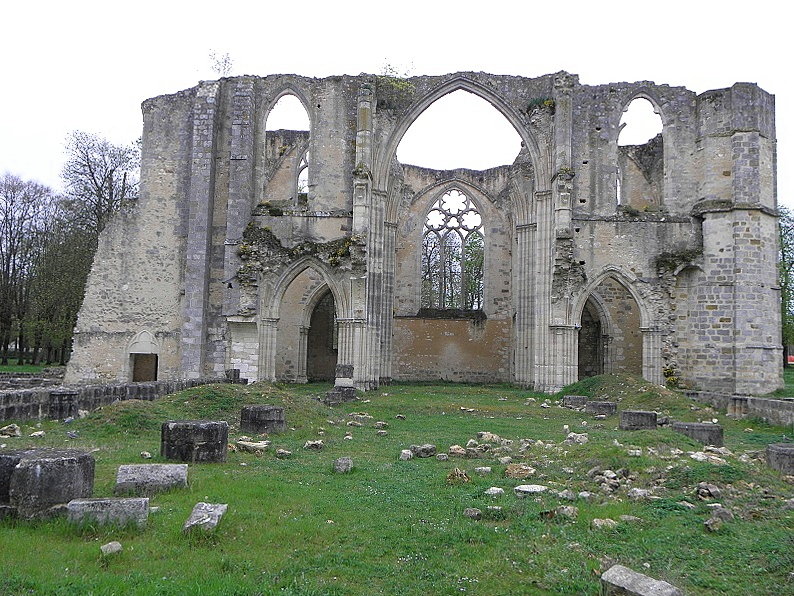
Querschiff und Ruine des Längsschiffs
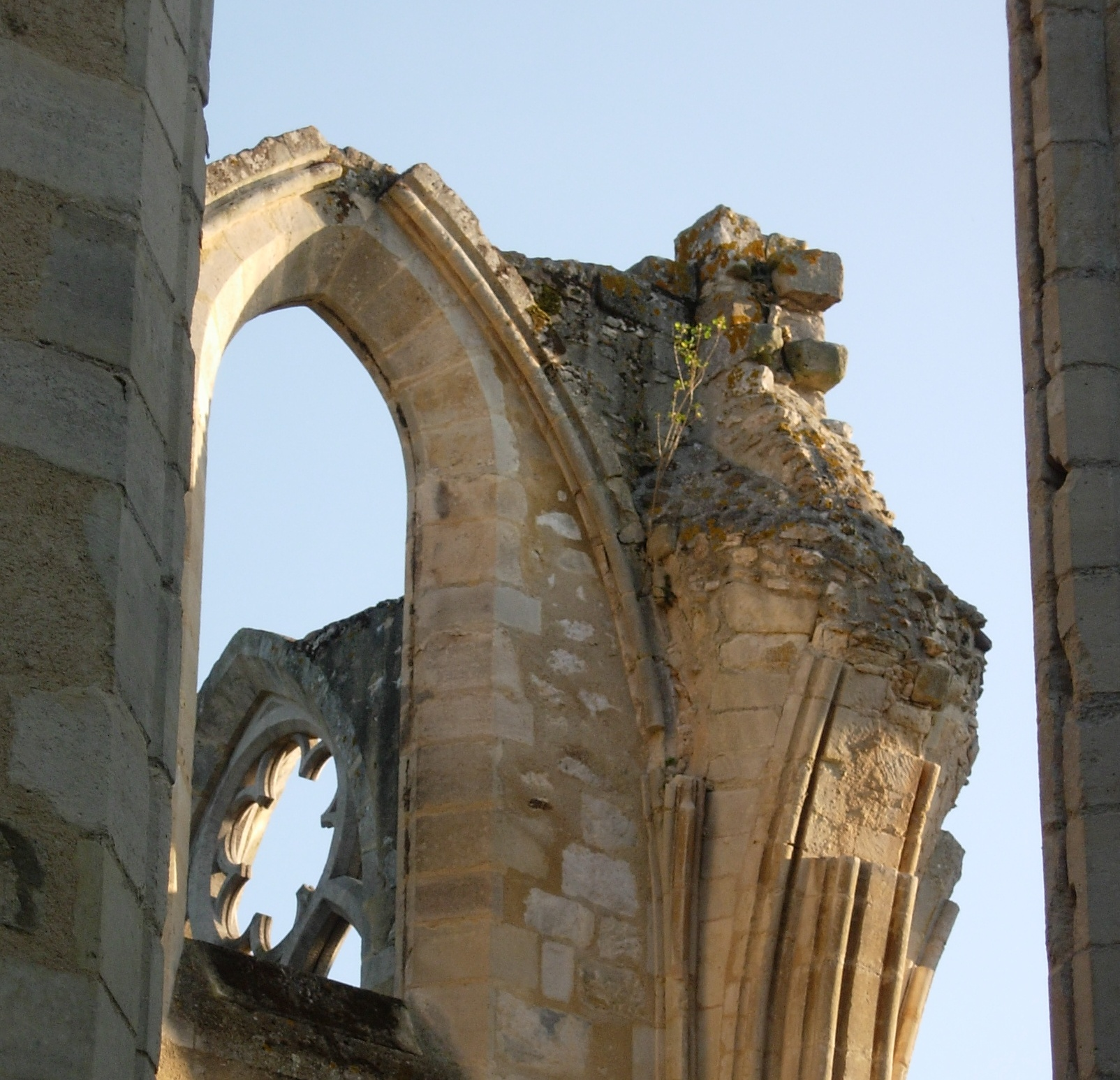
Chor der Klosterkirche
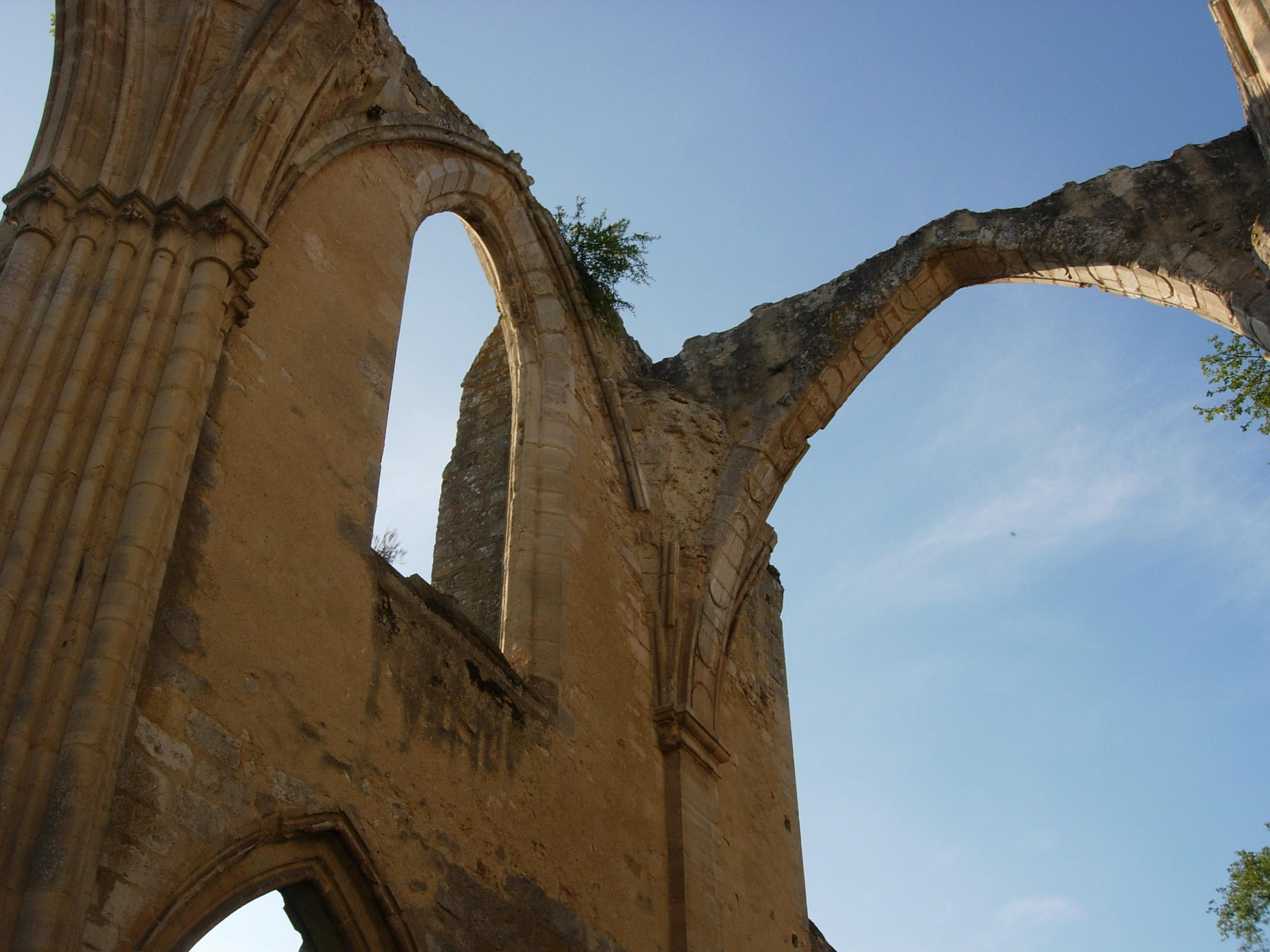
Nördliches Querschiff

## Liste der Äbtissinnen von Notre-Dame du Lys
- Alix von Vienne, Gräfin von Mâcon; † 23. August 1258[2]
- Mahauld oder Mathilde, ihre Nichte; † 1268
- Alips oder Isabella von Brabant; † 5. Februar 1275
- (Abra; † 1278)
- Gräfin von Melun; † 26. September 1300
- Pétronille de Griselles; † 5. Januar 1311
- Agnès, Gräfin von Melun; † Oktober 1321 (Haus Melun)
- (Mathilde de Brapin)
- Claire d’Atasipts oder d’Atafis; † Dezember 1327
- Béatrix d’Asailly; † 3. Januar 1341
- Marguerite de Dreux; † 12. Mai 1349
- Eudeline d’Artois de Vauldetar; † 1364
- Marie de Courtenay; † Januar 1375
- Richarde de Bouseville, 1379 als Äbtissin bezeugt
- Marie de Clèves; † November 1380
- Jeanne d’Evreux; † April 1386
- Marguerite de Laval de Beaujeu; † September 1389
- (Marie de Melun, Haus Melun)
- Agnès de Rouville; † 1408
- (Marie de Bragelongue, 1408–1411 als Äbtissin bezeugt)
- (Agnès de Languedoc)
- Anne de Languedouy; † 1452
- Françoise de Menou; † 3. September 1505
- Marie de Menou; † 2. Septembre 1515
- Isabeau de Grez; † 1520
- Jehanne d’Anquoy; † 1530
- Louise de Maillé; † August 1556
- Jacqueline Coiffard, tritt 1560 zurück
- Barbe oder Marie de Salme, verlässt le Lys 1586
- Jehanne Roger, tritt am 10. Juli 1588 zurück
- Charlotte de Cluys, 1623 abgesetzt
- Catherine Le Roy, 1624 bezeugt
- Marguerite-Marie de la Trémoille, verlässt le Lys 1639
- Marie-Françoise Lescuyer de la Papotière; † 25. April 1668
- Marie-Magdeleine Lescuyer de la Papotière, verlässt le Lys 1678
- Claire-Cécile Colbert, verlässt le Lys am 20. März 1698 (Haus Colbert)
- Marie-Anne de la Meilleraye de Mazarin; † 13. September 1720
- Marie-Françoise d’Aspremont; † 13. April 1733
- Louise de Loheac de Crappado
- Antoinette de Siougeat; † 1778
- Jeanne de Foissy, verlässt le Lys am 3. März 1791